# Leimersheim
Leimersheim település Németországban, Rajna-vidék-Pfalz tartományban. Lakosainak száma 2562 fő (2023. december 31.).

## Népesség
A település népességének változása:
| Lakosok száma | 2129 | 2572 | 2573 | 2544 | 2583 | 2562 |
|               | 1975 | 2017 | 2019 | 2021 | 2022 | 2023 |